# Barra do Imbuí
Barra do Imbuí ou apenas Barra é um bairro de Teresópolis, cidade localizada no interior do estado do Rio de Janeiro.

## Demografia
De acordo com o Instituto Brasileiro de Geografia e Estatística (IBGE), sua população no ano de 2010 era de 7 812 habitantes, sendo 4 082 mulheres (52.3%) e 3 730 homens (47.7%), possuindo um total de 3 030 domicílios, sendo um dos bairros mais populosos da cidade.[carece de fontes?]

## Infraestrutura urbana

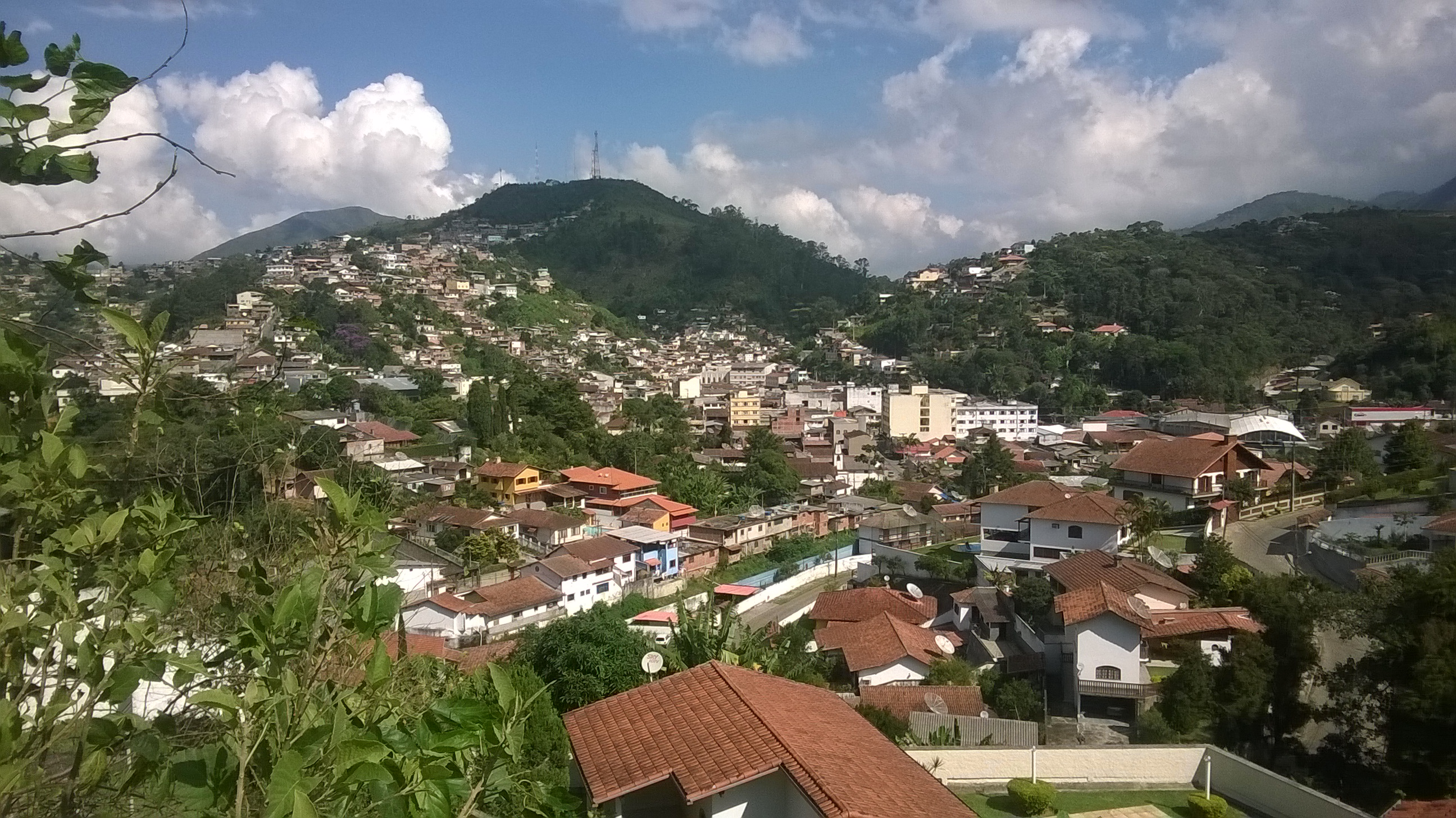
Vista parcial do bairro a partir da Rua José Borelli.

Cortado pela Avenida Presidente Roosevelt e a caminho da BR-495 (Itaipava - Teresópolis), a localidade possui uma ampla infraestrutura de comércios e serviços aliados a proximidade do centro da cidade e do bairro comercial da Várzea.[carece de fontes?] É também subdividido em alguns aglomerados urbanos, como Bairro Espanhol e Jardim Feo.[carece de fontes?]